# 谷光太郎
谷光 太郎（たにみつ たろう、1941年3月 - ）は、日本の経営学者。元大阪成蹊大学教授。

## 略歴
香川県出身。1963年東北大学法学部卒業、同年三菱電機株式会社入社、LSI開発研究計画部参事などを経て、1994年山口大学経済学部教授、2004年大阪成蹊大学現代経営情報学部教授。2011年退職。

## 著書
- 『アルフレッド・マハン－孤高の提督』（白桃書房、1990年6月）ISBN 978-4-561-51013-0
  - 改訂版『海軍戦略家 マハン』（中央公論新社〈中公叢書〉、2013年11月）ISBN 4-12-004557-9
- 『ロジスティクス－戦史に学ぶ物流戦略』（同文書院インターナショナル、1993年8月）ISBN 978-4810380194
- 『アーネスト・キング－太平洋戦争を指揮した米海軍戦略家』（白桃書房、1993年12月、新版2013年8月）ISBN 978-4561500216
- 『米国東アジア政策の源流とその創設者－セオドア・ルーズベルトとアルフレッド・マハン』（山口大学経済学会、1998年8月）
- 『情報敗戦－太平洋戦史に見る組織と情報戦略』（桐原書店、1999年10月）
  - 新版『敗北の理由 日本軍エリートはなぜ迷走したのか』（ダイヤモンド社、2010年8月）ISBN 4-478-01277-6
- 『米軍提督と太平洋戦争－世界最強海軍のルーツ』（学習研究社、2000年3月）ISBN 978-4054009820
- 『海軍戦略家キングと太平洋戦争』（中央公論新社〈中公文庫〉、2015年6月）ISBN 978-4122061293
- 『ルーズベルト一族と日本』（中央公論新社、2016年2月）ISBN 978-4120048289
- 『ロジスティクスから見た「失敗の本質」：なぜ日本人は兵站が苦手なのか？』（パンダ・パブリッシング、2016年3月）ISBN 978-4909400291
- 『米海軍から見た太平洋戦争情報戦 ハワイ無線暗号解読機関長と太平洋艦隊情報参謀の活躍』（芙蓉書房出版、2016年9月）
- 『黒澤明が描こうとした山本五十六 映画「トラ・トラ・トラ!」制作の真実』（芙蓉書房出版、2017年10月）
- 『英国の危機を救った男チャーチル なぜ不屈のリーダーシップを発揮できたのか』（芙蓉書房出版、2018年6月）
- 『米海軍戦略家の系譜 世界一の海軍はどのようにして生まれたのか』（芙蓉書房出版、2019年5月）
- 『ドイツ海軍興亡史 創設から第二次大戦敗北までの人物群像』（芙蓉書房出版、2020年10月）
  - 新版『提督たちのドイツ海軍興亡史』（光人社NF文庫、2025年4月）

以下は工業関係
- 『半導体産業の軌跡－日米攻防の半世紀』（日刊工業新聞社、1994年8月）ISBN 978-4526035760
- 『ロジスティクス思考とは何か－戦史から解明する戦略的物流革命』（同文書院インターナショナル、1995年5月）
- 『半導体産業の系譜－巨大産業を築いた開拓者たち』（日刊工業新聞社、1999年6月）ISBN 978-4526044007
- 『日米韓台半導体産業比較』（白桃書房、2002年7月）ISBN 978-4561761440
- 『青色発光ダイオードは誰のものか－世紀の発明がもたらした技術経営問題を検証する』（日刊工業新聞社、2006年1月）

## 訳書
- 『パワー・イン・マネジメント』（J.P.コッター著、共訳、白桃書房、1981年12月）
- 『組織革新の理論』（J.P.コッター著、共訳、白桃書房、1987年2月）ISBN 978-4561231318
- 『統合軍参謀マニュアル』（J.D.ニコラスほか著、共訳、白桃書房、1987年12月）ISBN 978-4561241409
- 『パワーと影響力－人的ネットワークとリーダーシップの研究』（J.P.コッター著、共訳、ダイヤモンド社、1990年12月）